# Luxímetre

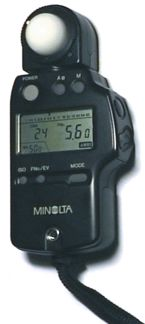
Luxímetre digital

Un luxímetre és un instrument de mesura que permet mesurar la Il·luminació real i no subjectiva d'un ambient. La unitat de mesura és el lux (lx). Conté una cèl·lula fotoelèctrica que capta la llum i la converteix en impulsos elèctrics, els quals són interpretats i representada en un display o agulla amb la corresponent escala de lux.

## Funcionament
El luxímetre modern funciona segons el principi d'una cel·la (cèl·lula) CCD o fotovoltaica, un circuit integrat rep una certa quantitat de llum (fotons que constitueixen el senyal, una energia de brillantor) i la transforma en un senyal elèctric (analògic). Aquest senyal és visible pel desplaçament d'una agulla, l'encesa de díode o la fixació d'una xifra. Una foto- resistència associada a un ohmímetre exerciria el mateix paper.
Un filtre de correcció d'espectre permet evitar que les diferències d'espectre falsegin la mesura (la llum groga és més eficaç que la blava, per exemple, per produir un electró a partir de l'energia d'un paquet de fotons).
Els luxímetres poden tenir diverses escales per adaptar-se a les lluminositats febles o les fortes (fins a diverses desenes de milers de lux).

## Usos
Primer han estat utilitzats per fotògrafs i cineastes. És cada vegada més utilitzat pels productors d'energia per optimitzar la il·luminació interior (del 20 al 60% de l'electricitat és consumida per la il·luminació d'espais) o exterior (que sovint malgasta molta energia). S'utilitzen també, més rarament, per mesurar la lluminositat del cel en meteorologia.
En els últims anys també ha començat a ser utilitzat per ecologistes, astrònoms i arquitectes per desenvolupar índexs quantitatius de la contaminació lumínica o la intrusió de la llum, per reduir-les o adaptar estratègies d'enginyeria.